# Tehaapapa III
Tehaapapa III di Huahine, altrimenti nota come Tehaapapa III (Téfareri'i, 8 agosto 1879 – Fare, 27 aprile 1917), è stata l'ultima regina di Huahine dal 1893 al 1895.

## Biografia
Te-ha'apapa era figlia del principe ereditario Marama Teururai di Huahine, figlio a sua volta della regina Tehaapapa II di Huahine, e di sua moglie, la principessa Teutuimarama a Te-u-ru-ari'i, di Rurutu.
Dopo la morte della nonna, venne chiamata a succedergli col nome di Te-ha'apapa III nel 1893 vivendo uno dei periodi più travagliati della storia politica e sociale dell'isola. Già il suo predecessore aveva infatti siglato nel 1888 un contratto di protettorato con la Francia che era destinato a portare all'annessione dell'isola ai domini della Polinesia francese, come stava accadendo per molte delle locali monarchie oceaniche. Ella stessa regnò per due soli anni, venendo deposta dall'annessione francese nel settembre del 1895.
Le venne permesso comunque di rimanere sull'isola, dove morì il 27 aprile 1917.

## Matrimonio e figli
Sposò a Fare il 15 maggio 1895 (divorziando il 6 agosto 1897) il principe Teri'i-te-vae-a-ra'i-a-Mai, discendente di Ma'i, della casa reale di Bora Bora. Da questa unione nacque un solo figlio maschio.
In seconde nozze nel 1900 sposò un aristocratico locale, Tini-tua a Tu-ari'i-hi'o-noa, dal quale ebbe altri undici figli.